# Polypedilum fuscum
Polypedilum fuscum är en tvåvingeart som beskrevs av Freeman 1954. Polypedilum fuscum ingår i släktet Polypedilum och familjen fjädermyggor.
Artens utbredningsområde är Zimbabwe. Inga underarter finns listade i Catalogue of Life.